# István Szívós (pallanuotista 1920)
István Szívós (Seghedino, 20 agosto 1920 – Budapest, 22 giugno 1992) è stato un pallanuotista e allenatore di pallanuoto ungherese.
Era il padre di István Szívós, a sua volta vincitore della medaglia d'oro nella pallanuoto a Montréal 1976. Vinse due medaglie d'oro alle olimpiadi di Melbourne 1956 e a quelle di Helsinki 1952, oltre ad una medaglia d'argento alle olimpiadi di Londra 1948. Si laureò campione nazionale sia con l'Hungarian Athletic Club, sia con il Vasas. Come allenatore dell'Orvosegeytem conquistò due campionati ungheresi e una Coppa d'Ungheria.